# 川路村 (福島県)
川路村（かわじむら）は福島県大沼郡にあった村。現在の会津美里町大石・穂馬および会津若松市大戸町小谷各町・大戸町大字小谷にあたる。

## 地理
- 山：大高森山、千沢岳
- 河川：阿賀川

## 歴史
- 1889年（明治22年）4月1日 - 町村制の施行により、大石村、穂馬村、小谷村の区域をもって発足。
- 1925年（大正14年）6月10日 - 氷玉岡村と合併して玉路村が発足。同日川路村廃止。
- 1954年（昭和29年）11月1日 - 玉路村が本郷町と合併し、改めて本郷町が発足。
- 1955年（昭和30年）4月1日 - 本郷町のうち旧村域の一部（小谷）が会津若松市に編入。